# Samtens
Samtens es un municipio situado en el distrito de Pomerania Occidental-Rügen, en el estado federado de Mecklemburgo-Pomerania Occidental (Alemania), a una altitud de 7 metros. Su población a finales de 2016 era de 2000 habs. y su densidad poblacional, 59 hab/km².
Se encuentra en el centro-sur de la isla de Rügen, junto a la costa del mar Báltico.